# Экономи, Мильва
Мильва Экономи (алб. Milva Ekonomi; род. 31 декабря 1962, Тирана) — албанский политик, член Социалистической партии Албании. Государственный министр по вопросам стандартов и услуг с 18 сентября 2021 года. Депутат Народного собрания Албании с 2017 года. В прошлом — министр сельского хозяйства и развития сельских районов Албании (2020—2021), министр экономического развития, туризма, торговли и предпринимательства Албании с 2016 года.

## Биография
Мильва Экономи родилась в 1962 году в Тиране. Окончила Сельскохозяйственный университет Тираны по специальности «статистика и экономика». Получила степень магистра делового администрирования в Тиранском университете. Проходила курсы повышения квалификации в Бюро статистики труда (США), Евростате (Люксембург) и Истате (Италия).
С 1994 по 2005 была директором албанского Институт статистики. Она возглавляла Национальную комиссию номенклатур, в течение двух сроков была членом Бюро Конференции европейских статистиков ЕЭС/ООН. В июне 2006 года она основала в Тиране исследовательский центр по экономическим и социальным вопросам. В 2007 и 2008 годах она работала в Европейском агентстве по реконструкции в рамках статистического проекта в Косово. В 2000—2011 годах была членом совета муниципалитета Тираны. Участвовала в движении за права женщин в Албании.
После его победы на выборах, председатель совета министров Эди Рама назначил Милву Экономи в сентябре 2013 года заместителем министра здравоохранения в своём кабинете. В результате перестановок в правительстве в феврале 2016 года, она возглавила Министерство экономического развития, туризма, торговли и предпринимательства Албании, сменив на этом посту Арбена Ахметая.
По результатам парламентских выборов 2017 года избрана депутатом Народного собрания Албании от Социалистической партии Албании в округе Дуррес. Переизбрана в 2021 году.
18 декабря 2020 года назначена министром сельского хозяйства и развития сельских районов Албании во втором кабинете Рамы, сменила Бледи Чучи, назначенного министром внутренних дел.
18 сентября 2021 года назначена государственным министром по вопросам стандартов и услуг в третьем кабинете Рамы.
Преподавала в Тиранском университете, Сельскохозяйственном университете Тираны и в университете «Mater boni Consílii». Автор ряда публикаций в отечественных и зарубежных изданиях по статистике, экономике и гендерным вопросам.
Мильва Экономи — мать двоих детей. Помимо албанского, уверенно владеет английским и итальянским языками, а также знает французский.